# Anders Uddberg
Carl Anders Uddberg, född 25 februari 1960 i Hässelby, död 26 augusti 1984 i Spånga, var en svensk musiker. Han var medlem i den svenska popgruppen Freestyle. Anders Uddberg startade bandet tillsammans med Joakim Hagleitner, Christer Sandelin och Tommy Ekman (1979 blev Gigi Hamilton, Kayo Shekoni och Diane Söderholm medlemmar i gruppen). Uddberg står bakom Freestyles stora framgång musikaliskt sett. Hans sätt att spela och hans synthprogrammering präglade gruppens ljudbild. Gitarrer saknas helt; istället är Uddbergs klaviatursolon framträdande. Uddberg skrev musiken till flera av Freestyles låtar tillsammans med de andra medlemmarna i Freestyle.

## Biografi
Uddberg var med i ungdomsfilmen G 1983 tillsammans med medlemmarna i Freestyle.
När Freestyle splittrades 1983, samarbetade Uddberg med Niclas Wahlgren och skrev musik till dennes första soloalbum, Pokerface.
Enligt Boken om OKEJ av Jörgen Holmstedt dog Anders Uddberg av ett medfött hjärtfel. Han är begravd på Spånga kyrkogård.

## Diskografi

### Album
- 1981 – Fantasi [2]
- 1981 – Fantasy [3]
- 1982 – Modiga agenter
- 1982 – Mission Impossible
- 1986 – Freestyle's bästa (samlingsalbum)
- 1990 – 10 (samlingsalbum)
- 1998 – Guldkorn - den kompletta samlingen (samlingsalbum)
- 1998 – Golden Hits (dubbelt samlingsalbum med gruppens engelskspråkiga inspelningar plus två spanskspråkiga)

### Singlar
- 1980 – "Take Me Home"/"Girl"
- 1980 – "Running Away"/"Easy to Fall"
- 1980 – "Vill ha dej"/"I Want You"
- 1981 – "Fantasi"
- 1981 – "I Want You"
- 1981 – "One More Ride"/"Fantasy"
- 1982 – "Ögon som glittrar"/"Om och om igen"
- 1982 – "Ögon som glittrar (remix)"
- 1982 – "Modiga agenter"/"Vill du ha en del av min sommar"
- 1982 – "Mission Impossible"/"Hard to Handle"
- 1983 – "Fingers in Motion"
- 1983 – "Musiken gör mig vild"/"Nattens dockor"

### Album (nyinspelade versioner)
- 1991 – Fantasi/10
- 1998 – C&N Medley 98/DJ Promotion
- 1998 – Fantasi 98, med Fantasi (radioversion) samt Fantasi (radioversion)
- 1998 – Ögon som glittrar '98, med Ögon som glittrar (radioversion) samt Ögon som glittrar (utökad version)

### Niclas Wahlgren-album
- 1983 – Pokerface